# Řád třinácti století Bulharska
Řád třinácti století Bulharska (bulharsky: Орден «XIII века България») bylo státní vyznamenání Bulharské lidové republiky. Založeno bylo v roce 1981 a udíleno občanům Bulharska i cizím státním příslušníkům za vynikající služby Bulharské lidové republice.

## Historie a pravidla udílení
Řád byl založen výnosem Národního shromáždění č. 2191 ze dne 16. října 1981. Vznikl na památku na 1300. výročí založení bulharského státu v roce 681. Udílen byl v jediné třídě občanům Bulharska i cizím státním příslušníkům za vynikající služby Bulharské lidové republice. Řádové insignie byly vyráběny ve státní mincovně v Sofii.
Po pádu komunistického režimu byl řád dne 5. dubna 1991 zrušen. Do té doby byl řád udělen 110 lidem.

## Insignie
Řádový odznak o průměru 75 mm měl tvar bíle smaltované zlatě lemované pěticípé hvězdy. Uprostřed byla zlatá čtvercová destička s vyobrazením bulharského lva  obklopeného rostlinným ornamentem. Motiv vycházel z architektonických detailů na středověkých palácích ve městě Preslav. Destička byla obklopena zeleně smaltovaným vavřínovým věncem. V horní části bylo zlaté datum 681, které je datem založení státu.
Řádová hvězda měla podobu stříbrné pěticípé hvězdy s červeně smaltovaným středovým medailonem. V medailonu byla zlatá destička s letopočtem obklopená vavřínovým věncem. Svým provedením se shodovala s řádovým odznakem. Průměr hvězdy byl 80 mm.
Stuha měla světle béžovou barvu s třemi úzkými pruhy uprostřed v bílé, zelené a červené barvě. Středové pruhy tak odpovídali barvám bulharské vlajky.
Řádový odznak se nosil na stuze široké 85 mm spadající z pravého ramene na levý bok. Řádová hvězda se nosila nalevo na hrudi.